# Museo Carlos Gardel
El museo Carlos Gardel, en Valle Edén, departamento de Tacuarembó, exhibe reproducciones de documentos que avalarían una de las versiones sobre el lugar de nacimiento de Carlos Gardel, la que indica que nació en ese departamento en lugar de Toulouse, Francia. Se encuentra a 21 km de la ciudad de Tacuarembó, Uruguay.

Fue creado por decreto de la Junta Departamental en 1985 y se inauguró el 11 de diciembre de 2009 en Valle Edén, con el auspicio de la Intendencia Departamental de Tacuarembó y la colaboración de la fundación Carlos Gardel.
Expone de forma permanente documentos que sustentarían la versión de que Carlos Gardel nació en una estancia del departamento de Tacuarembó, el 11 de diciembre de 1887, y de que sería hijo del militar, caudillo político y estanciero Carlos Escayola. Esta versión enfrenta a la que establece a la ciudad francesa de Toulouse como su lugar de nacimiento.
El museo también posee una sala para conferencias y proyecciones.